# Eero Aarnio

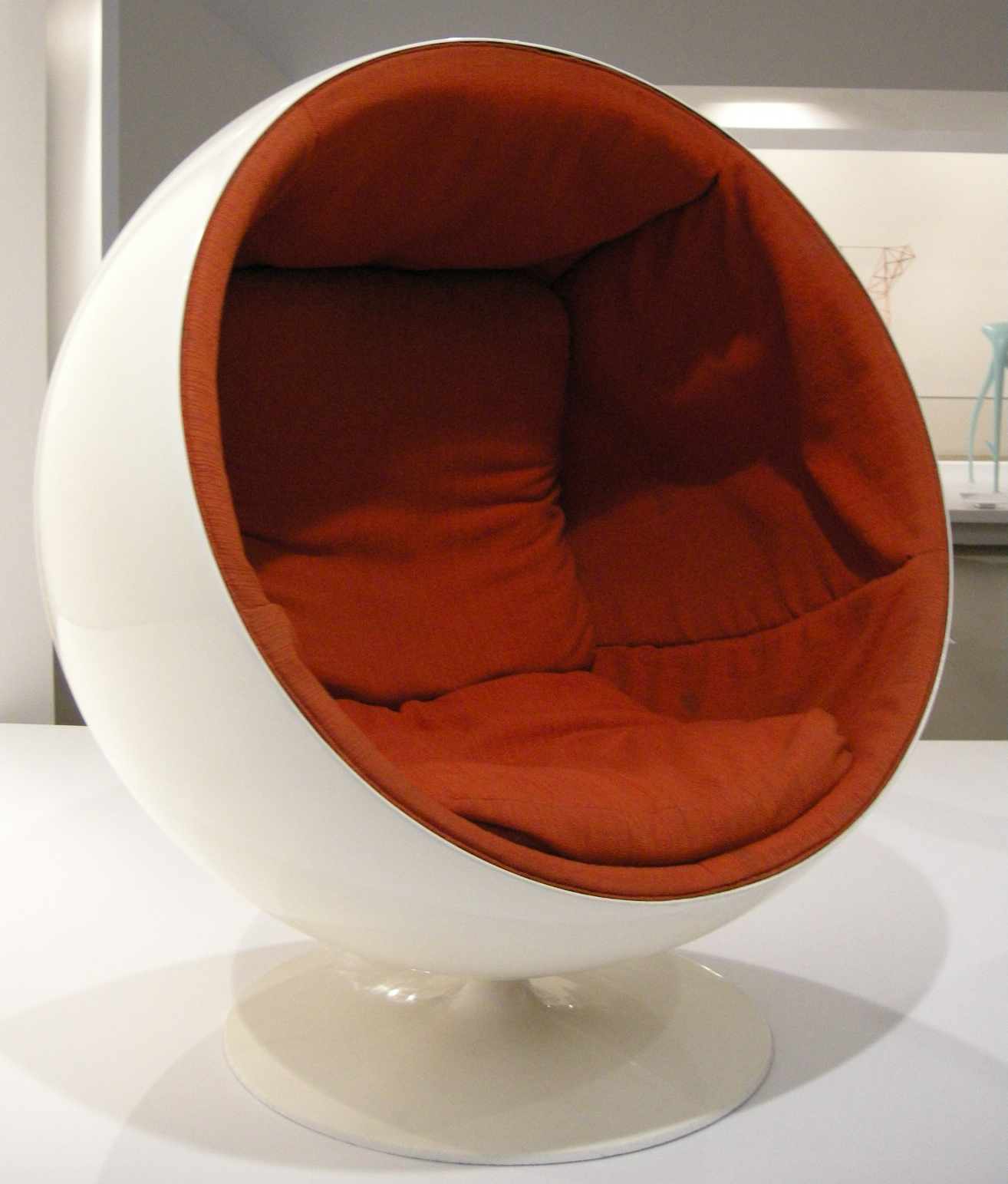
Krzesło zaprojektowane przez Eero Aarnio

Eero Aarnio (ur. 21 lipca 1932 w Helsinkach) – fiński dekorator wnętrz i projektant przemysłowy.

## Życiorys
W latach 1954–1957 studiował w Helsińskim Instytucie Sztuki Użytkowej. Zaprojektował słynne krzesło w formie kuli. W swoich projektach wykorzystywał tworzywa sztuczne, m.in. włókno szklane.

## Odznaczenia
- Medal Pro Finlandia Orderu Lwa Finlandii (2010)[2]
- Medal Księcia Eugeniusza (2017)[3]